# Liste der Wüstungen in Frankfurt am Main
Diese Liste führt die Wüstungen in Frankfurt am Main sowie im engeren Umkreis auf.
Vorbemerkungen: Die Existenz von Wüstungen ist typischerweise durch Nennung in Urkunden oder auf Karten belegt. Das Datum der Ersterwähnung ist daher typischerweise kein Gründungsdatum; die Gründung erfolgte früher. Noch ungenauer ist die Datierung der Aufgabe von Siedlungen. Sofern sich keine Kartenangaben mit dem Hinweis Wüstung finden, ist der Zeitpunkt nur dadurch abzuschätzen, dass der Ortsname ab einem bestimmten Zeitpunkt nicht mehr in Urkunden vorkommt. Auch die Lokalisierung ist meist ungenau. Quellen hierzu sind Flurnamen oder historische Karten. Die angegebenen Geokoordinaten sind daher nicht als exakte Angaben zu verstehen. Ebenfalls typisch ist die Vielfalt an Schreibweisen. Teilweise ist es dadurch nicht möglich, zu beurteilen, ob zwei Namen auch zwei Orte bezeichneten oder ob dies nur Schreibweisen waren.

## Liste der Wüstungen
| Name(n)                                                                                     | Lage                                                                           | Position auf Karte | Ersterwähnung         | Letzte Erwähnung                     | Anmerkung |
| ------------------------------------------------------------------------------------------- | ------------------------------------------------------------------------------ | ------------------ | --------------------- | ------------------------------------ | --- |
| Mittelursel medio Ursele                                                                    | Frankfurt-Niederursel, nordwestlich des Stadtteils                             | ⊙                  | 781                   | im Dreißigjährigen Krieg             | |
| Breitenloch Breidenloch Breitlach                                                           | Frankfurt-Rödelheim, BAB 5, Unterquerung Westerbach (Nidda)                    | ⊙                  | 1218                  | 1619                                 | Im Dreißigjährigen Krieg wurde bei der Schlacht bei Höchst, die eigentlich nicht auf dem Gebiet von Höchst, sondern in und um Sossenheim stattfand, am 19. Juni 1622 das katholische Sossenheim völlig zerstört und verwüstet. Christian von Braunschweig hatte sich mit seinen Truppen westlich von Sossenheim verschanzt, wo heute noch der Straßenname „Auf der Schanz“ erinnert. Graf Tilly, als Kriegsgegner Christians, rückte mit seinen Truppen von Frankfurt an, ließ Sossenheim und die feindlichen Truppen mit Kanonen beschießen und entschied schlussendlich die Schlacht für sich. |
| Heddingheim Hittinkam Hedenkeym Heddekeym Hedenkommen Hedekam Heydeckhem Hedekhan Hedikheim | an der Stelle der heutigen Gemeinde Kriftel im Main-Taunus-Kreis               | ⊙                  | 1277                  | 1578                                 | Gemarkungsbezeichnungen, von 1755 bis 1958 eine kleine Bonifatiuskapelle am Platz der ehemaligen Heddingheimer Kirche |
| Biegen Bygen Bigin Biga Beyghen Byghen                                                      | zwischen den Frankfurter Stadtteilen Bockenheim, Rödelheim, Griesheim und Nied | ⊙                  | 1151                  | 1295                                 | Nach dem Aufgeben der Siedlung wurde das Flurstück aufgeteilt. Der Biegwald ist heute ein 18,4 Hektar großer, unbewirtschafteter Waldpark in der Stadt Frankfurt am Main |
| Gunderatehausen Gunderatehusen                                                              | zwischen Sindlingen, Hattersheim, Kriftel und Zeilsheim                        | ⊙                  | 8./9. Jahrhundert     | mindestens zweite Hälfte des 12. Jh. | Flurname Kudert |
| Hausen Huser Weg Husen                                                                      | Frankfurt-Schwanheim, 12 km südwestlich der Innenstadt                         | ⊙                  |                       | Anfang des 15. Jh.                   | |
| Hohenrad Hohenrade Alte Rote Hohenrath Hohenrade Hohinrade Zum hohen Rade                   | Frankfurt-Oberrad, 1,5 km westlich von Oberrad auf dem Mühlberg                | ⊙                  | 1290                  | 1417                                 | Flurname Hohenroder Born; an der Stelle der Wüstung entstand zu Beginn des 14. Jahrhunderts die nach ihr benannte Hohenradmühle. |
| Krutzen Crucen Crutzen Cruze Cruzen                                                         | Frankfurt-Kalbach, 7 km nordwestl. der Frankfurter Innenstadt                  | ⊙                  | spätes 8. Jahrhundert | erste Hälfte des 16. Jh.             | |
| Wiesenhof                                                                                   | Frankfurt-Goldstein, 7 km südwestlich d. Innenstadt                            | ⊙                  | um 1700               | 1787                                 | |